# Theofilos z Antiochie
Svatý Theofilos z Antiochie (řecky Θεόφιλος ο Αντιοχεύς) byl antický řecký filosof, který se obrátil na křesťanství a stal se apologetou v Antiochii.

## Život
Theofilos se narodil při březích řeky Eufratu v Mezopotámii (což také naznačuje ve svém díle) a v dospělosti se obrátil na křesťanskou víru, později se stal episkopem v Antiochii. V Antiochii sepsal své tři knihy Autolykovi (někdy po roku 180), příteli, který křesťanskou zvěstí opovrhoval. Eusebius uvádí, že Theofilos je totožný s biskupem Theofilem Antiochijským. Tuto tezi však nelze přijmout vzhledem k tomu, že Eusebius uvádí časový údaj Theofilovy smrti asi kolem roku 177 a spis, jak už bylo zmíněno výše je datován kolem r. 180. Vzniklou situaci si lze vyložit jedině chybou na té či oné straně v záznamech Eusebiových nebo v seznamu biskupů antiochijských. Je tedy možné, že Theofilové byli ve skutečnosti dva. Na jedné straně biskup a na straně druhé apologeta.

## Dílo

### Tři knihy Autolykovi
Theofilos není přítelem řeckého vzdělání. Apologetou byl však velmi schopným a vzdělaným. Přísnější obránce církve už je snad jen Tatianos (žák Justina Martyra). Argumentuje jako zkušený řecký filosof. Ve své první knize vyznává přede vším odkázanost člověka na zjevení, jen tak lze dosáhnout poznání Boha. Nabádá k řádnému životu a káže o duchovní slepotě nespravedlivých. Druhá kniha je nesena tématem vyučujícím o Boží podstatě, o teologii Logu, používaje filónský způsob nazírání, Logos v Bohu a Logos, jako Boží projev. Je nejstarším církevním autorem, který užívá slova Trias v souvislosti s Nejsvětější Trojicí. Tu vykládá jako Boha, Logos a Moudrost. Druhá kniha se tak chápe obsahu zjevení a zabývá se jím podrobně. Dává vyniknout biblickému pojetí Stvoření v protikladu k řecké mytologii. Třetí kniha popisuje Písmo svaté jako prostředek zjevení, který svou starobylostí překonává všechna zjevení a mýty. Zahrnuje do této knihy rozsáhlý výpočet trvání světa a stanovuje tak trvání světa na 6000 let. Vypočítává i datum narození Krista na 5500 let. Vedle toho je obsahem knihy také plno argumentů obhajující řádnost křesťanského života. Hájí zde křesťany z nařčení, kteří se měli údajně oddávat nemravnostem.

### Proti Hermogenovu bludu
Toto dílo pojednává o Hermogenovi, pravděpodobně z Kartága, kde se s ním měl Theofilos střetnout. Stejně tak mohl Theofilos Hermogena potkat i v Antiochii. Tento Hermogenes nebyl postavou nějak významnou, pravděpodobně jen nějaký místní filosof, nutno však podotknout, že se o něm zmiňuje i Tertulián. Pravděpodobně proto, že s Theofilovými spisy byl Tertulián dobře obeznámen. V úvahu je potřeba vzít i Theofilův oficiální statut filosofa, pro nějž většinu svého času trávil na cestě. Filosof a misionář. Pro to se přikláníme spíš k teorii vypovídající o setkání Theofila s Hermogenem v Kartágu. Nadále je to ovšem pouze teorie, jedna z možností.
Eusebius zmiňuje Theofila v souvislosti s katechetickou literaturou a také jako autora spisů kritizujících Markiona. Jeroným zpochybňuje Theofilovo autorství této knihy a poukazuje na stylistickou rozdílnost textu oproti jiným Theofilovým spisům, jako jsou komentáře k evangeliím a ke knize Přísloví. Tento komentář byl určen k sepsání harmonie evangelií (tzv. Diatessarón), což je další dílo, které Theofilos vytvořil a které se těšilo zvláštní pozornosti i u dalších syrských apologetů, jako je například Tatianus.